# 交換船

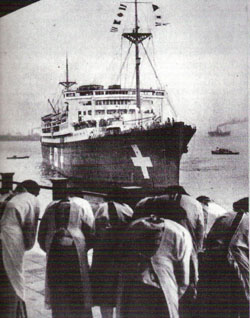
横浜港に戻った第1次日英交換船の鎌倉丸

交換船（こうかんせん、英語: Exchange and repatriation ship）とは、第二次世界大戦中、交戦国同士のあいだで、おたがいの敵方国に取り残された外交官や駐在員、留学生などを交換帰国させるために運航された船のこと。
戦時交換船（せんじこうかんせん）や抑留者交換船（よくりゅうしゃこうかんせん）などとも呼ばれる。

## いきさつ

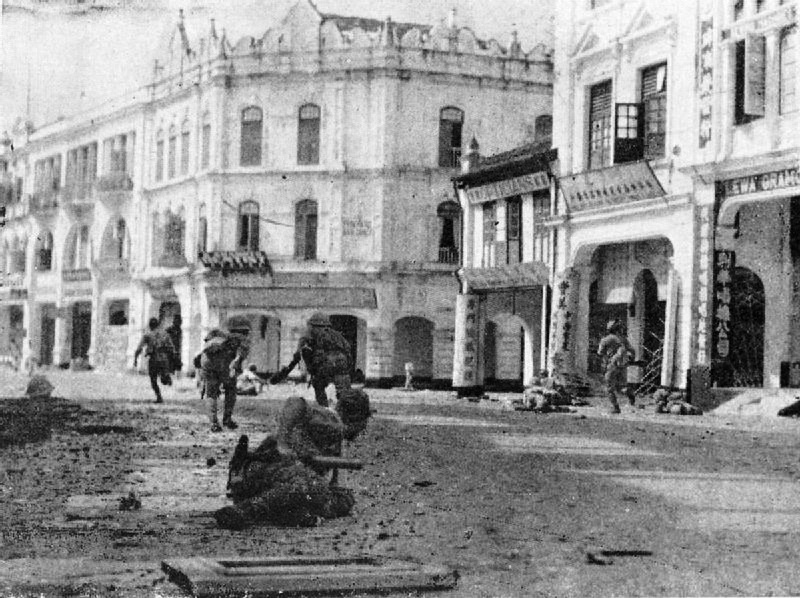
イギリス領マレーのクアラルンプール市街を進む日本軍

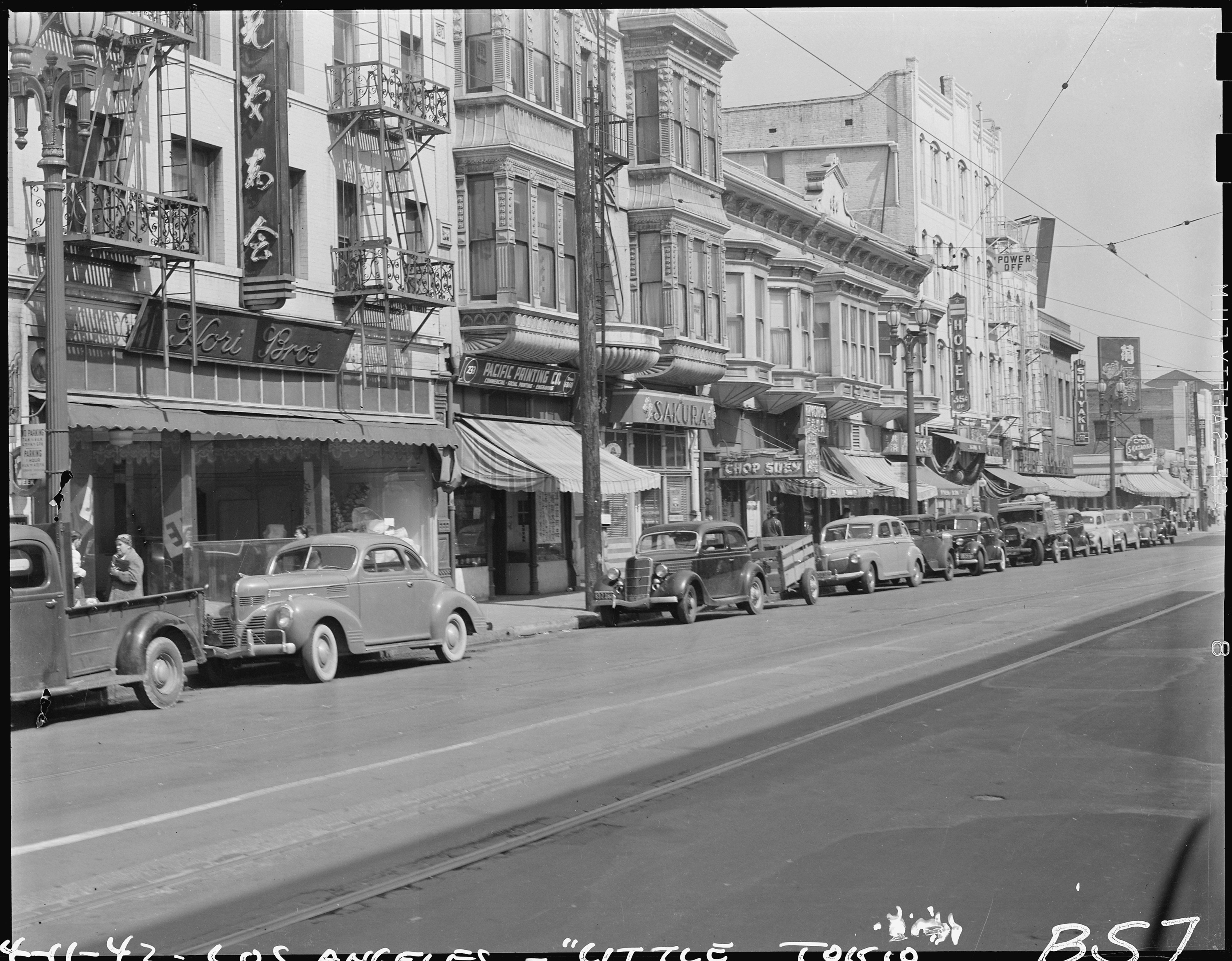
ロサンゼルスのリトル東京

1941年12月8日に、日本軍がマレー作戦を発動しイギリスとオーストラリアなどのイギリス連邦諸国、続いてアメリカやオランダなどとの間で開戦した。
その後、両陣営において、開戦により交戦国や断交国に残された外交官や民間人（企業の駐在員や宗教関係者、研究者、留学生とそれらに帯同した家族などの一時在住者）の帰国方法が問題になった。
しかし、開戦後は両陣営の間で国交が断絶され、それぞれの国に駐在する外交官の資格が停止されたことに伴い、政府間の直接交渉が不可能になったことから、まずアメリカの国務省が、12月17日に中立国であるスイスを経由して日本の外務省に交換船の運航を打診し、その後、スイスやポルトガル、スウェーデンなどの中立国を通じて日本とイギリス、アメリカの各外務省担当者が交渉を行った。
さらに1941年12月以降、日本軍がイギリス領マラヤやイギリス領香港、上海租界、イギリス領ビルマ、アメリカ領フィリピンなどにいた各植民地軍を放逐した上に、満州国も在満州のイギリスやアメリカの領事館を閉鎖した。さらにブラジルやペルー、パナマやメキシコなど、かねてから日本人在留者が多かった一部南米諸国もアメリカからの圧力を受けて1942年1月に日本との国交を断絶したために、これらの地の残留外交官と残留民間人の扱いも議題に上がることとなった。
その結果、1942年5月に両陣営の間で残留外交官と残留民間人の交換に関する協定が結ばれ、日本（とその占領地と植民地、ならびに満州国やタイなどその同盟国）とアメリカ（とブラジルやカナダなどその近隣の同盟国）の間については1942年6月と1943年9月の2回、日本とイギリス（とその植民地、ならびにオーストラリアやニュージーランドなどのイギリス連邦諸国）との間については1942年8月の1回、合計3回の交換船が運航されることになった。
またこれとは別に1945年に日米間のみで新たな協定を結び、中立国を通じて交渉を行い、同年8月以降に3回目の交換船を運航する予定であり、アメリカのみならずイタリアなど軍民も乗船する予定であったが、同年8月15日の日本の連合国に対する敗戦と戦闘停止を受けて中止となった。

## 運航概要

### 運航船舶の船籍

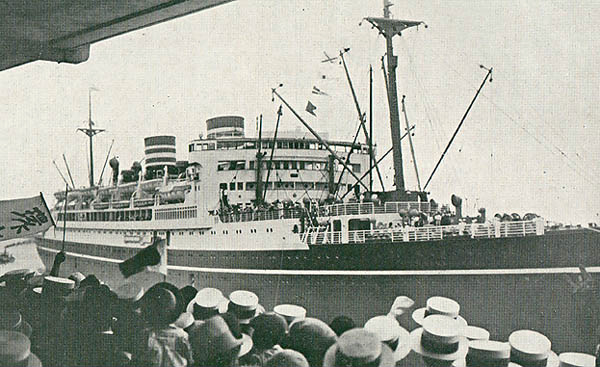
浅間丸

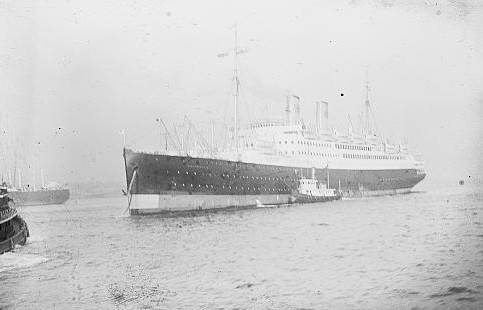
グリップスホルム

交換時においてポルトガルなどの中立国への寄港が行われることから、戦時国際法に沿って「交換船として運航される全ての船舶はすべて民間籍であること」と定められた。
当時日本やタイ、イギリスやアメリカは総力戦の真っただ中であったため、各国において交換船として使用されるような大型船舶は殆ど全て戦時徴用されていたものの、交換船として運航されることが決まった船舶は一時的に徴用を解かれ、名目上は日本郵船などの民間籍に戻され運航されることとなった。
なお、第一次及び第二次日米交換船においてアメリカ側では、中立国であるスウェーデンのスウィーディシュ・アメリカン・ライン社の「グリップスホルム」を借り上げて使用した。

### 航海中の安全保障
なお、世界各国で激戦が繰り広げられていた最中に交換船が運航されることに際し、全ての交戦国から交換船に対して国際法に基づき「セーフコンダクト」(en)が与えられ、航路周辺に展開する全ての交戦国の軍隊に対して交換船の運航が通告され、その運航上の安全が保障された。
さらに、安全を期するために交換船から付近を航行する船や地上基地に対して定期的に現在地の報告が行われた他、船腹には白十字の塗装と、夜間でも認識できるように照明が施された。なお、遣独潜水艦作戦中の第二次遣独艦が、南アフリカ沖で交換船を誤って攻撃しそうになったが、直前に船体に照明で照らされた白十字に気づき撃沈を回避している。
また、交換船によるスパイ活動などの軍事活動が行われていないかという点や、両国民の交換が適正に行われているかを監視するために、スイスなどの中立国の外交官や、一時的に外交官の資格を与えられた民間人が交換監視員として乗船していた。

## ルート

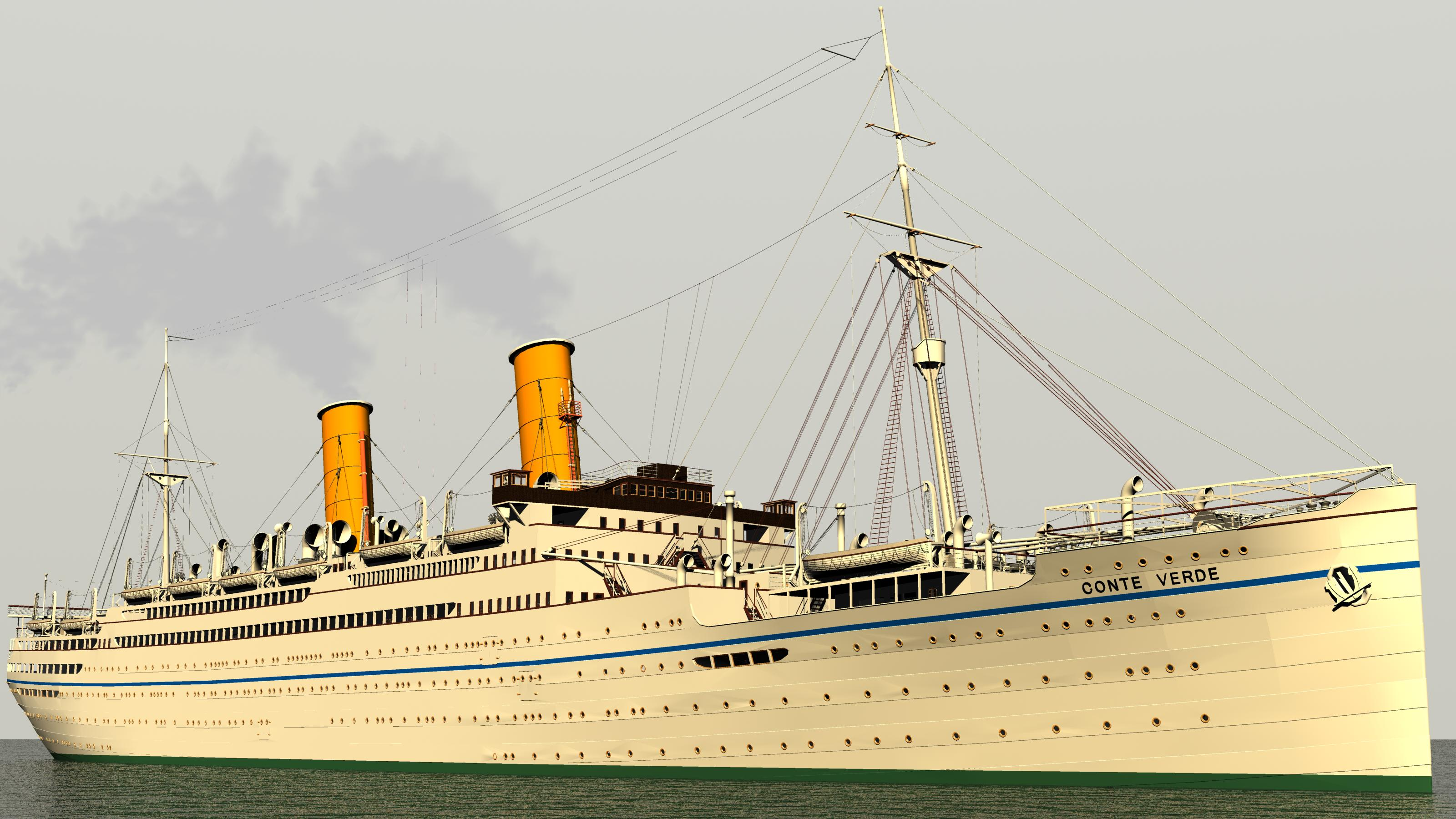
イタリア船「コンテ・ヴェルデ」

日本からの交換船は、浅間丸やコンテ・ヴェルデ（1940年10月のイタリアの第二次世界大戦参戦で、上海から帰国不能となり、日伊間の合意の下で日本海軍に戦時徴用され、交換船として使用されるために日本郵船籍に移された）、龍田丸などの客船がイギリス人やアメリカ人などを乗せた。
イギリス、アメリカ側からの交換船は、中立国のスウェーデンの客船であるグリップスホルムなどが日本人や同盟国やタイ王国人などを乗せ、交換地となったポルトガル領東アフリカのロレンソ・マルケス（現モザンビークの首都・マプト）に向かい、到着後に乗客を交換するというものであった。なお、第二次日米交換船はインド西海岸中部に位置するポルトガル領ゴア（現在はインドのゴア州）を交換地とした。

### 第一次日米交換船
1942年6月に日米間で運行することが決まり、日本からの交換船は、上海の外国租界や日本軍により占領されていた香港、サイゴンで、同地を含む日本の勢力圏内に住み抑留されたイギリス人やアメリカ人などを乗せて交換地のロレンソ・マルケスへ向かった。
アメリカからの交換船は、ブラジルやメキシコ、ペルーやパナマなどの中南米諸国に住み拘留された日本人も多数いたために、ニューヨークからリオ・デ・ジャネイロを経由し、現地に集合していた日本人を乗せて交換地のロレンソ・マルケスへ向かった。
ロレンソ・マルケスからは、グリップスホルムで運ばれてきた日本人のうち、主に北米方面の抑留者は浅間丸に、南米方面の抑留者はコンテ・ヴェルデに乗船した。コンテ・ヴェルデの運航は日本郵船の船長の指揮のもとイタリア人船員が担当した。日本料理が提供された浅間丸に対し、コンテ・ヴェルデでは提供されず乗客自らが日本料理を作った。
- 交換地：ポルトガル領東アフリカ、ロレンソ・マルケス
- 日本（および日本を経由してタイ王国）への帰還者数：1468名（ニューヨークから1,066人。リオ・デ・ジャネイロから383人。他タイ人19人。総数については諸説あり）

#### 日本側

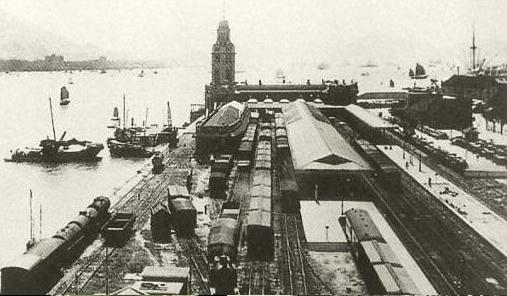
香港（1940年代）

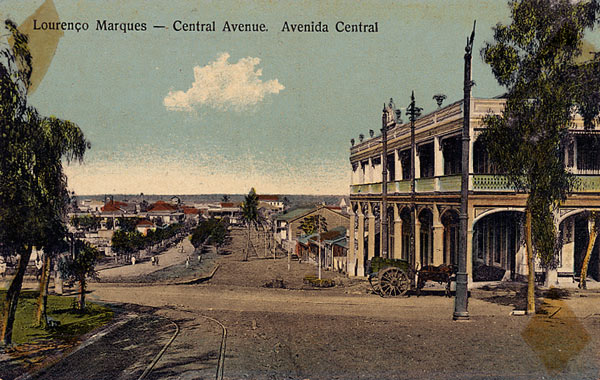
ロレンソ・マルケス（1905年）

- 船名：浅間丸（16,975トン、日本郵船）、コンテ・ヴェルデ/Conte Verde（18,765トン、イタリア船）
- 運航日程：
  - 1942年6月17日：横浜出港（浅間丸）
  - 1942年6月28日：香港出港（浅間丸）
  - 1942年6月28日：上海出港（コンテ・ヴェルデ号）
  - 1942年7月4日：サイゴン出港（浅間丸）
  - 1942年7月9日：昭南出港（横浜から来た浅間丸と、昭南で待機していたコンテ・ヴェルデ号が合流）
  - 1942年7月22日：ロレンソ・マルケス入港
  - 1942年7月24日：ドイツとイタリアの領事が、日本人に対する歓迎パーティーを開催
  - 1942年7月26日：ロレンソ・マルケス出港（北アメリカ諸国からの帰還者は浅間丸へ、中南米諸国からの帰還者はコンテ・ヴェルデ号へ乗船）
  - 1942年8月11日：昭南入港（タイ人19人はここで下船）
  - 1942年8月9日：昭南出港
  - 1942年8月20日：横浜帰港

#### アメリカ側
- 船名：グリップスホルム/Gripsholm（スウィーディシュ・アメリカン・ライン/Svenska Amerika Linien/Swedish American Line、17,944トン）

- 運航日程：
  - 1942年6月18日：ニューヨーク出港
  - 1942年7月2日：リオ・デ・ジャネイロ入港
  - 1942年7月4日：リオ・デ・ジャネイロ出港
  - 1942年7月20日-7月28日：ロレンソ・マルケス寄港
  - 1942年8月25日：ニューヨーク帰港

### 第二次日米交換船
第二次日米交換船は1943年9月に運行された。日本からの交換船は、フィリピンで拘留されていたアメリカ人を帰国させるためにマニラなどに寄港し、交換地のポルトガル領ゴアに向かった。アメリカからの交換船は、モンテビデオなどを経由し、中南米諸国に在住していた日本人を乗せて交換地に向かった。
- 交換地：ポルトガル領ゴア（インド）
- 日本への帰還者数：1517名

#### 日本側

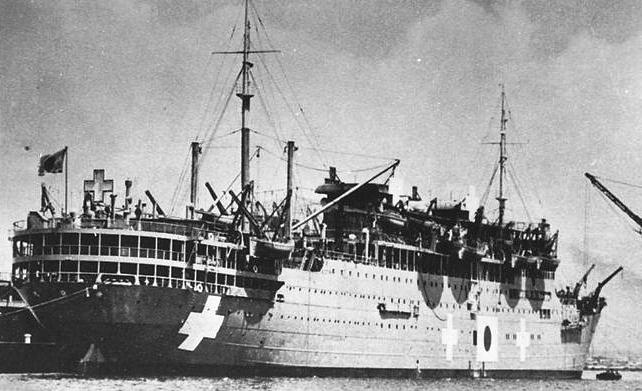
帝国船舶から船舶運営会が傭船した交換船の「帝亜丸」

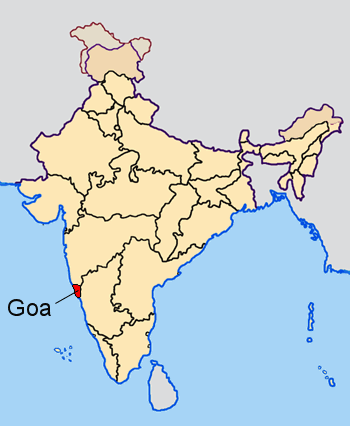
ポルトガル領ゴア

- 船名：帝亜丸（日本郵船、元フランス船籍の「アラミス」）
- 運航日程：
  - 1943年9月14日：横浜出港>大阪寄港>上海寄港>香港寄港>サンフェルナンド寄港>サイゴン寄港>
  - 1943年10月15日：ポルトガル領ゴア入港
  - 1943年10月21日：ポルトガル領ゴア出港
  - 1943年10月31日：昭南入港
  - 1943年11月2日：昭南出港>マニラ寄港>
  - 1943年11月14日：横浜帰港

#### アメリカ側
- 船名：グリップスホルム
- 運航日程：
  - 1943年9月2日：ニューヨーク出港
  - 1943年9月17日：リオ・デ・ジャネイロ入港
  - 1943年9月18日：リオ・デ・ジャネイロ出港
  - 1943年9月22日：モンテビデオ入港
  - 1943年9月23日：モンテビデオ出港
  - 1943年10月4日：南アフリカ連邦ポート・エリザベス入港
  - 1943年10月16日：ポルトガル領ゴア入港
  - 1943年10月21日：ポルトガル領ゴア出港

### 第三次日米交換船（計画のみ）

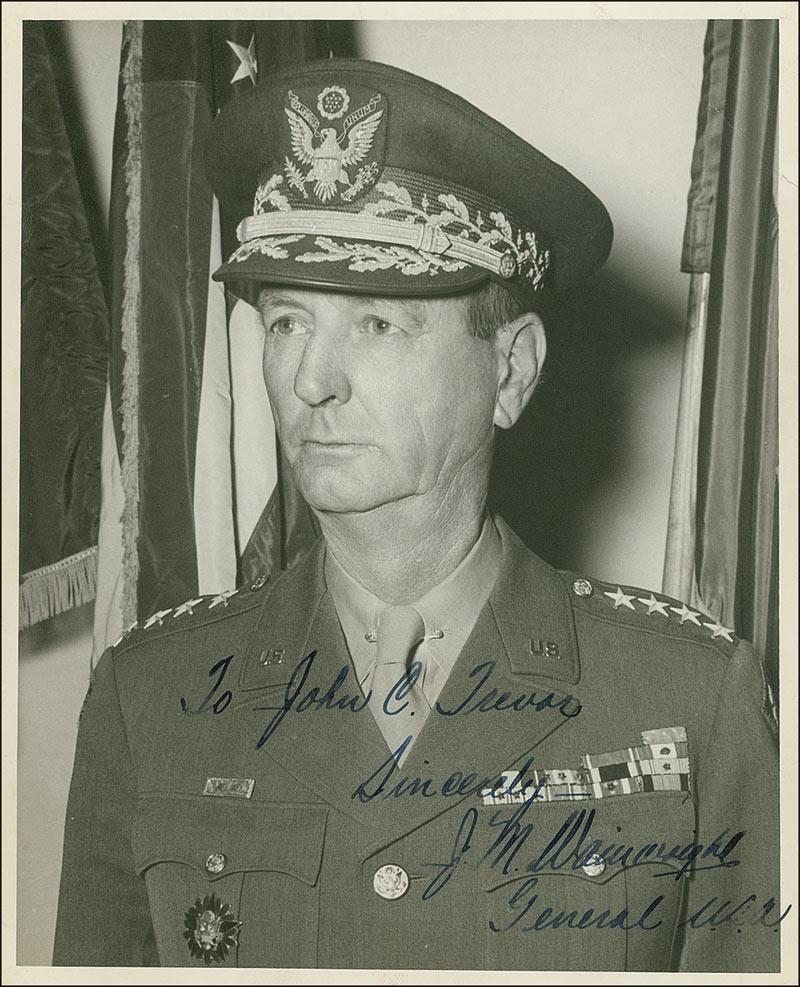
ジョナサン・ウェインライト中将

1945年5月のドイツの敗戦により、ドイツ国内で連合国軍に抑留されることとなった大島浩駐ドイツ特命全権大使をはじめとする、ドイツの影響圏に駐在していた日本の外交官と民間人計120人と、1942年に、フィリピンで日本軍の捕虜となったアメリカ陸軍のジョナサン・ウェインライト中将らアメリカ軍の将兵数十人を交換するための交換船が同年8月以降に運航されることとなった。
さらにこの船には、1943年9月に連合国に降伏した後に日本で抑留されていた在日イタリア大使館員や、降伏に伴い日本海軍に接収（その後ドイツ海軍に貸与）されたイタリア海軍潜水艦の「ルイジ・トレッリ」の乗組員、第一次日米交換船に使用された「コンテ・ヴェルデ」の乗組員らも含まれることになっていた。
第一次日米交換船同様、ポルトガル領東アフリカのロレンソ・マルケスで交換されることとされ、7月には日本人抑留者をドイツよりアメリカに移送したものの、8月15日の日本の連合国に対する敗戦により中止となった。

### 日英交換船
1942年7月に日英及び豪間で運行することが決まり、日本からの交換船は、横浜から、昭南（現在のシンガポール）や上海、サイゴンを経由して交換地へ向かい、イギリスからの交換船のエル・ナイル号は、イギリスなどに在住していた日本人やタイ人ら枢軸国の国民を乗せて、イギリス領インドからは、シティ・オブ・パリス号が西アジアやアフリカにあるイギリスの植民地などに在住していた日本人やタイ人らを乗せて交換地へ向かった。
他にも、イギリス連邦であるオーストラリアのメルボルンからも、オーストラリアの客船であるシティ・オブ・カンタベリーが、オーストラリアやニュージーランド、イギリス領インドやフランス領ニューカレドニアなどに在住していた日本人やタイ人ら枢軸国の残留者を乗せて交換地へ向かった。
なお、日英交換船は日米交換船同様、第一次交換船に次ぎ第二次交換船も計画されていたものの、戦争の激化などにより実現されることなく終わった。
- 交換地：ポルトガル領東アフリカ、ロレンソ・マルケス
- 日本（およびタイ）への帰還者数：1742名

#### 日本側
- 船名：龍田丸（日本郵船）
- 運航日程：

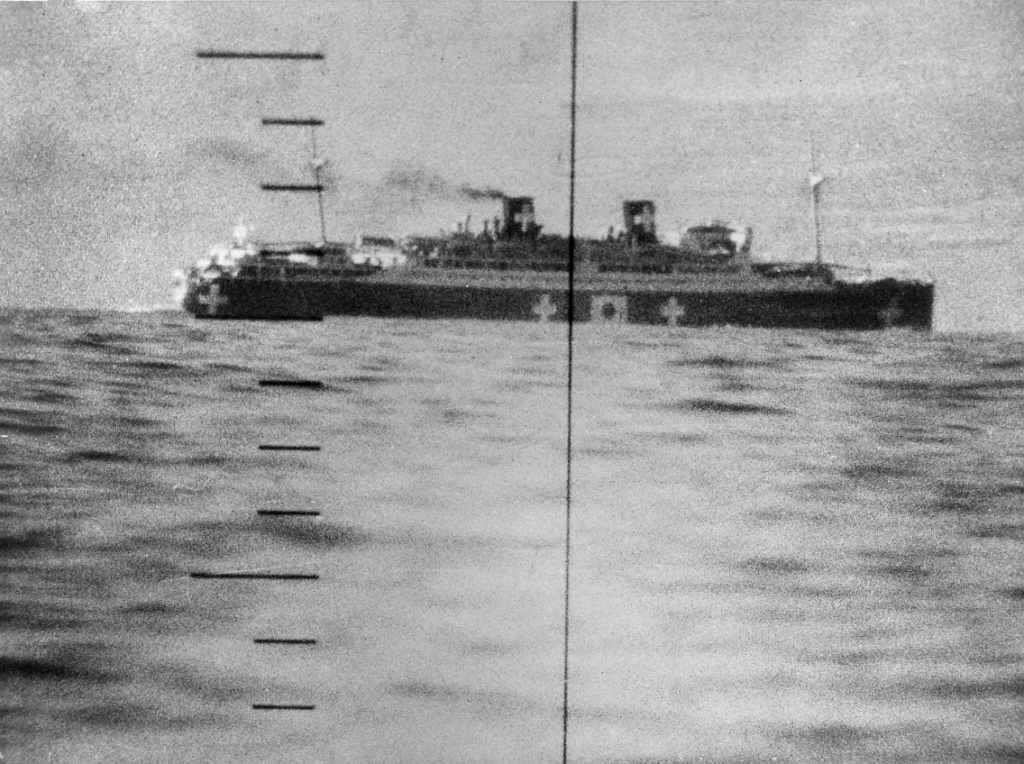
日英交換後、横浜に向け航海中の龍田丸。米潜水艦キングフィッシュが撮影。

  - 1942年7月30日：横浜出港＞上海寄港＞サイゴン寄港
  - 1942年8月13日：昭南出港
  - 1942年8月27日-9月2日：ロレンソ・マルケス寄港
  - 1942年9月17日：昭南出港
  - 1942年9月27日：横浜帰港

- 船名：鎌倉丸（日本郵船）
- 運航日程：
  - 1942年8月10日：横浜出港
  - 1942年8月17日：上海出港＞昭南寄港
  - 1942年9月6日-9月11日：ロレンソ・マルケス寄港
  - 1942年9月11日：ロレンソ・マルケス出港＞昭南寄港＞香港寄港
  - 1942年10月8日：横浜帰港

#### イギリス側

##### イギリス
- 船名：エル・ナイル号（エジプト船籍）
- 運航日程：

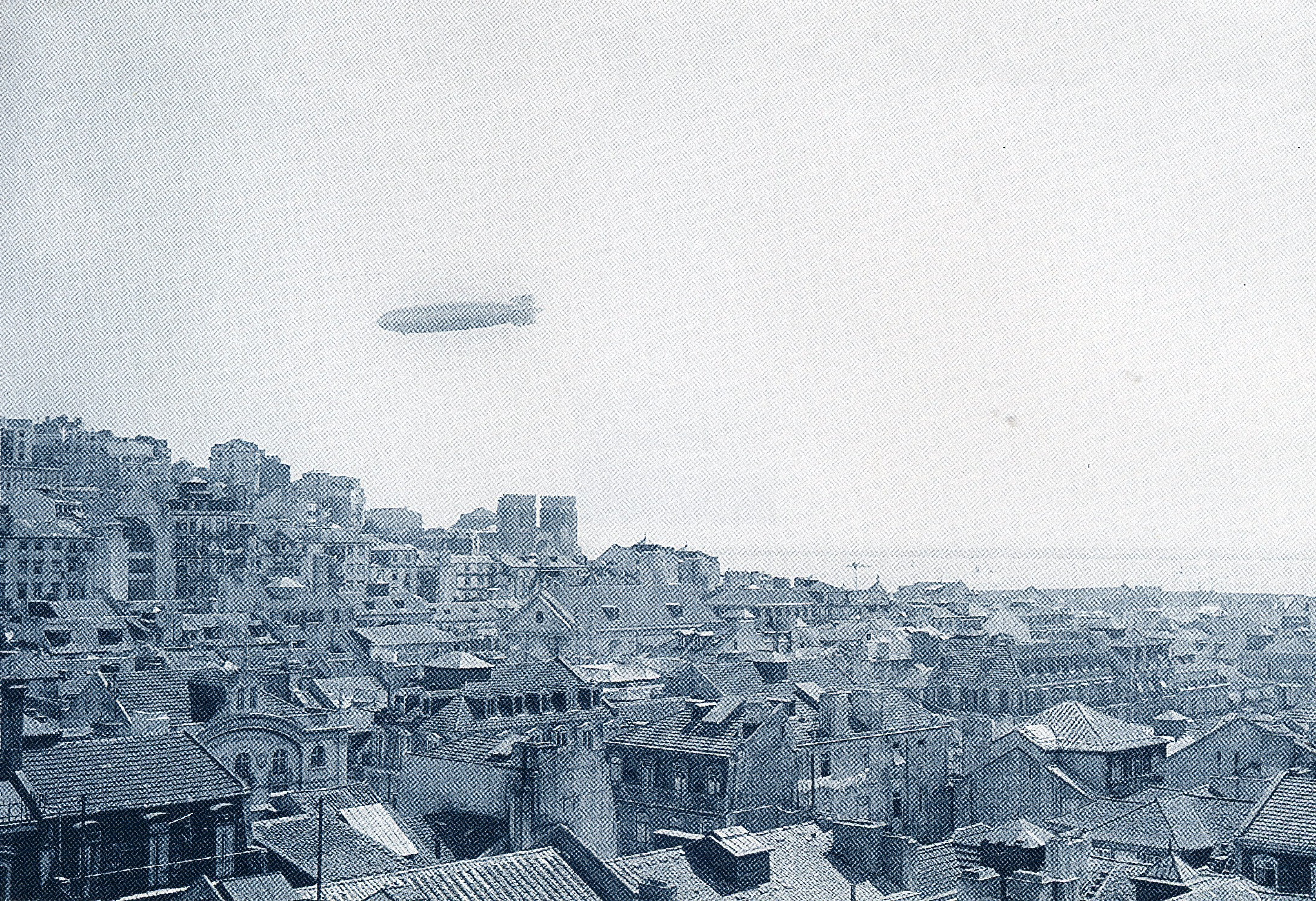
リスボン（1936年）

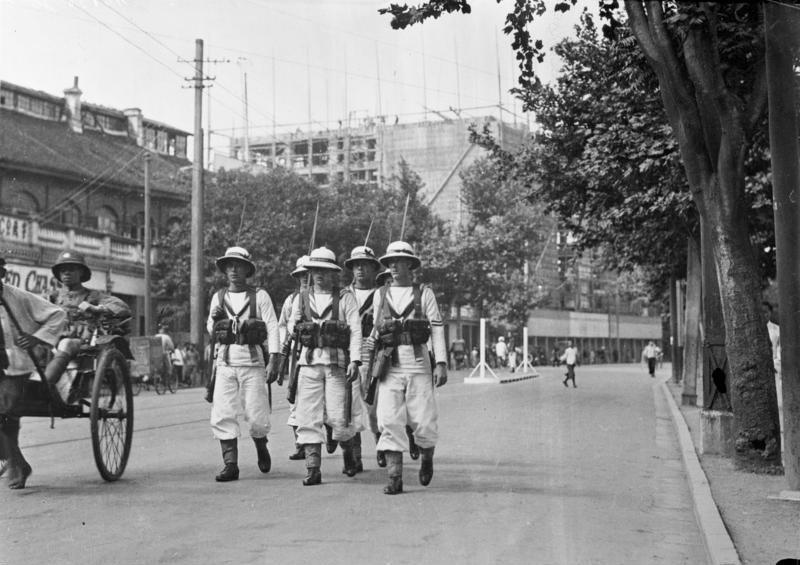
ボンベイ（1932年）

  - 1942年7月29日：リバプール出港＞リスボン寄港
  - 1942年8月31日：ロレンソ・マルケス入港
  - 1942年9月8日：ロレンソ・マルケス出港
  - 1942年10月9日：リバプール帰港

##### イギリス領インド
- 船名：シティ・オブ・パリス号（City of Paris）
- 運航日程：
  - 1942年8月13日：ボンベイ出港
  - 1942年8月28日：ロレンソ・マルケス入港
  - 1942年9月12日：ロレンソ・マルケス出港＞ダーバン寄港
  - 1942年9月23日：ボンベイ帰港

##### オーストラリア
- 船名：シティ・オブ・カンタベリー号（City of Canterbury）
- 運航日程：
  - 1942年8月16日：メルボルン出港
  - 1942年9月9日：ロレンソ・マルケス入港

## 乗客

### 国籍
日本向けの交換船の乗客の多くは、イギリスやアメリカ合衆国をはじめとした連合国及びその植民地や占領地に住む日本人と、日本の同盟国で枢軸国の一員であったタイ人であった。また、イギリスとアメリカ向けの交換船の乗客の多くは、日本や満州国をはじめとしたアジアの枢軸国とその占領地に滞在するイギリス人やアメリカ人であった。
他にも、これらの国々から帰国、もしくはこれらの国々に赴任するスペインやポルトガル、スウェーデンなどの中立国の外交官や、開戦時に交戦国にある在外公館で任務についていたものの、本国へ一時帰国せずに、ロレンソ・マルケスを経由して第3国へそのまま赴任する日本やドイツ、イギリスやアメリカなどの交戦国の外交官も交換船を利用した。

### 交換対象者の身分
交換船の運航に先立ち、日本とイギリスの両外務省の間で「外交官等の交換に関する提案事項」と名づけられた文書が交換され、交換船に乗船できる乗客の身分について下記のように記されている。
- 公吏其の他官吏に準ずべき者及公共団体より派遣せられたる者並に其の家族及従者
- 新聞記者並に其の家族及従者
- 銀行及商社等の支店員、代表的在留民並に其の家族及従者
- 宗教家、学者、学生並に其の家族及従者
- 婦女子及其の従者
- 特別の事由（老年・病気など）にある者並に其の家族及従者

なお、日本において当時海外に駐在する日本人は、外交官、銀行や保険会社、証券会社などの金融機関、メーカーや商社、商船会社や通信社などの大手企業の駐在員、そして大学院などに派遣された研究者や留学生がその殆どを占めていた。
また、あえてこのように身分が記されたのは、帰国できる人数が限られていたために、外交官や企業駐在員、研究者や留学生として一時的に駐在していた者の帰国を優先し、以前より現地国に移民として渡っていた者がこの機会に便乗して帰国することを防止することにあった。

### 主な乗船客
（肩書きは当時のもの）

#### 日本側
- 石射猪太郎（駐ブラジル特命全権大使）
- 来栖三郎（駐アメリカ特命全権大使）
- 野村吉三郎（駐アメリカ特命全権大使）
- 阪本瑞男（駐スイス公使）
- 岡本季正（駐ポルトガル公使）
- 森島守人（駐ニューヨーク総領事）
- 寺崎英成（駐アメリカ大使館員）
- 本城文彦（駐アメリカ大使館員）
- 藤山楢一（駐アメリカ大使館員）
- 淸田龍之介（ブリスベン大学教授）
- 都留重人（ハーバード大学講師）
- 坂西志保（アメリカ議会図書館東洋部主任）
- 柏尾誠一郎（三井物産シアトル出張所所長、1920年アントワープ五輪銀メダリスト）
- 天野芳太郎（実業家、在パナマ天野商会）
- 中野五郎（朝日新聞ニューヨーク特派員）
- 牧野義雄（画工）
- 平岡養一 (木琴奏者)
- 竹久千恵子（女優）
- 伊藤道郎 (ダンサー)
- 鶴見俊輔（留学生）

#### 英米側
- ロバート・クレイギー（駐日イギリス大使）
- ジョセフ・グルー（駐日アメリカ合衆国大使）
- エドガートン・ハーバート・ノーマン（駐日カナダ公使館員）
- ジョン・モリス（東京文理科大学講師）
- ダニエル・マッキンノン（小樽高等商業学校英語教師）
- ポール・ラッシュ（聖公会牧師、立教大学教授）
- E.H.ゾーグ（前東北学院理事長）

### その他の「乗客」

#### 諜報員
クーリエや外交官の身分を隠れ蓑にした日本やイギリス、アメリカの諜報員も交換船の乗客となった事が戦後明らかになっている。また、ロレンソ・マルケスから日本まで日本陸軍と海軍の将兵が、航路上での敵国船舶の動向や港湾の状況を監視することを主な目的に、交換船の「運航乗務員」として乗り込んだほか、同様の事例がイギリスやアメリカ側でも行われた。

#### 返還遺骨
特殊潜航艇によるシドニー港攻撃で戦死し、オーストラリア海軍によって海軍葬が行われた松尾敬宇海軍中佐・中馬兼四海軍中佐・大森猛海軍特務少尉・都竹正雄海軍兵曹長の遺骨も、日豪間の交換船（シティ・オブ・カンタベリーと鎌倉丸）によって日本に返還された。

## 帰国後
日米及び日英交換船によって日本に帰国した民間人に対しては、昭南（現在のシンガポール）出航後に乗り込んだ軍人や軍属により日本文化や戦況についての教育が施された他、帰国後に思想調査が行われ、その結果によって、「英米の思想に染まっていた」と思われる者に対して教育が行われた。特に英米の現地校で学んでいた日本人児童は、その国で育っており、母国への帰属意志が弱かったため、結果的にこのような教育を受けた者が多かった。
また、日米交換船でアメリカに帰国した民間人もニューヨーク到着と同時に自由の身になったわけではなく、その殆どがエリス島に隔離収監され、政府当局者より日本や満州国、また日本の占領下となっているフィリピンや香港、シンガポールやタイ王国などの地域の政治や経済、産業状況などを根掘り葉掘り聞きだされることとなった。

## 戦争中に日本で出版された回想録
開戦によりアメリカで収容所に抑留され、交換船で帰国した民間人で、以下は大戦中に回想録（体験記）を刊行した。
- 田口修治『戦時下アメリカに呼吸する』（昭和図書、1942年）
- 中沢健『アメリカ獄中より同胞に告ぐ』（鱒書房、1943年）
- 赤坂正策『アメリカ監禁生活記』（日本出版社、1943年）

この3冊は、いずれも戦後の連合国運による占領期にGHQの政策の一環として没収処分の対象とされた。
下記は新版復刊
- 天野芳太郎 『わが囚われの記 第二次大戦と中南米移民』中公文庫、1983年10月、ISBN 4-12-201070-5（元版は汎洋社、1943年）
- 中野五郎 『復刻版 祖国に還える』ダイレクト出版、2023年。西鋭夫監修（元版は新紀元社、1943年）

## 他国の交換船

### イタリア/ドイツとイギリス
なお、日本と連合国諸国との間の交換船の運航に先立ち、1939年9月に開戦したイタリアとドイツとイギリスの間にも、両陣営に取り残された外交官や民間人の交換が行われていた。なお、ドイツとイギリスの間においては当時まだ中立を保っていたオランダで、イタリアとイギリスの間においては同じく中立国のポルトガルでそれぞれ交換が行われた。

### イタリア/ドイツとアメリカ
また、イタリア・ドイツと1941年12月に参戦したアメリカとの間にも、1942年4月から5月にかけてポルトガルの首都であるリスボンを交換地とする交換船（スウェーデンのスウィーディシュ・アメリカン・ライン籍のドロトニングホルム号）が運航された。